# 埃傑頓 (堪薩斯州)
埃傑頓（英語：Edgerton）是一個位於美國堪薩斯州約翰遜縣的城市。

## 地方資料
根據2020年美國人口普查的數據，埃傑頓的面積為19.15平方千米，當中陸地面積為18.98平方千米，而水域面積為0.17平方千米。當地共有人口1756人，而人口密度為每平方千米91.7人。